# Lamaronde
Lamaronde là một xã ở tỉnh Somme, vùng Hauts-de-France, Pháp.

## Địa lý
A small village Xã này tọa lạc trên đường D189, khoảng 24 dặm Anh về phía nam của Abbeville và gần 1 dặm Anh so với đường ô tô A29.

## Dân số
| 1962                                                           | 1968 | 1975 | 1982 | 1990 | 1999 |
| -------------------------------------------------------------- | ---- | ---- | ---- | ---- | ---- |
| 77                                                             | 89   | 81   | 72   | 66   | 68   |
| Số liệu điều tra dân số từ năm 1962, dân số không tính hai lần |      |      |      |      |      |